# Královská chorvatská zeměbrana

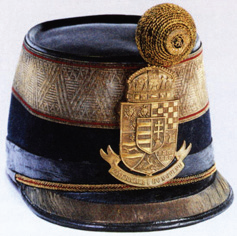
Čepice příslušníka Královské chorvatské zeměbrany

Královská chorvatská zeměbrana (chorvatsky Kraljevsko hrvatsko domobranstvo) byla chorvatská součást Královské uherské zeměbrany a jako taková i součást Rakousko-uherské armády. Vznikla v roce 1868 v důsledku chorvatsko-uherského vyrovnání a zanikla spolu se zánikem Uherska v roce 1918. Bojovala v první světové válce proti Srbsku.